# Казимир I Опольский
Казимир I Опольский (пол. Kazimierz I opolski; (около 1178/1180 — 13 мая 1230) — князь Опольско-ратиборский (1211—1230), единственный сын князя силезского, опольского и ратиборского Мешко I Плясоногого и Людмилы Чешской. Представитель династии Силезских Пястов.

## Биография
О ранних годах жизни Казимира мало что известно, за исключением собственно его рождения, которое послужило предлогом для заключения соглашения между его отцом и князем-принцепсом Польши Казимиром II Справедливым, который с 1177 года правил в Кракове, свергнув своего старшего брата Мешко III Старого. Казимир II стремился разорвать давний союз своего племянника Мешко Плясоногого с Мешко III Старым и даровал князю ратиборскому малопольские города Бытом, Освенцим и Пщину (Плес). После рождения сына и наследника Мешко I Плясоногого  Казимир II стал крестным отцом ребенка, которого назвали в его честь.
Мешко I Плясоногий значительно расширил свои владения, присоединив к ним после смерти старшего брата Болеслава I Долговязого в 1201 году Опольское княжество. Сын и наследник Болеслава Генрих I Бородатый был вынужден принять это, получив от дяди компенсацию. По условиям соглашения нижне- и верхнесилезский князья взаимно отказались от претензий на владения друг друга. После смерти своего дяди Мешко III Старого в 1202 году Мешко Плясоногий также предъявил претензии на Краковский трон, и под конец жизни, в 1210 году, сумел его завоевать.
Мешко I Плясоногий умер в 1211 году в Кракове в статусе князя-принцепса Польши. Краковский трон вернул себе Лешек Белый, сын Казимира II Справедливого, а Казимир I Опольский унаследовал верхнесилезские владения отца ― Опольско-ратиборское княжество. Главной угрозой для него был двоюродный брат Генрих I, и Казимир примкнул к Владиславу Одоничу, Лешеку Белому и его брату Конраду Мазовецкому, образовав так называемый «Союз младших князей», направленный против Владислава Тонконогого и Генриха Бородатого. Он также установил тесные связи с церковными иерархами, прежде всего с епископом вроцлавским Вавржинцем. В 1215 году Казимир передал вроцлавской епархии земли вокруг города Уязда в Опольском княжестве.

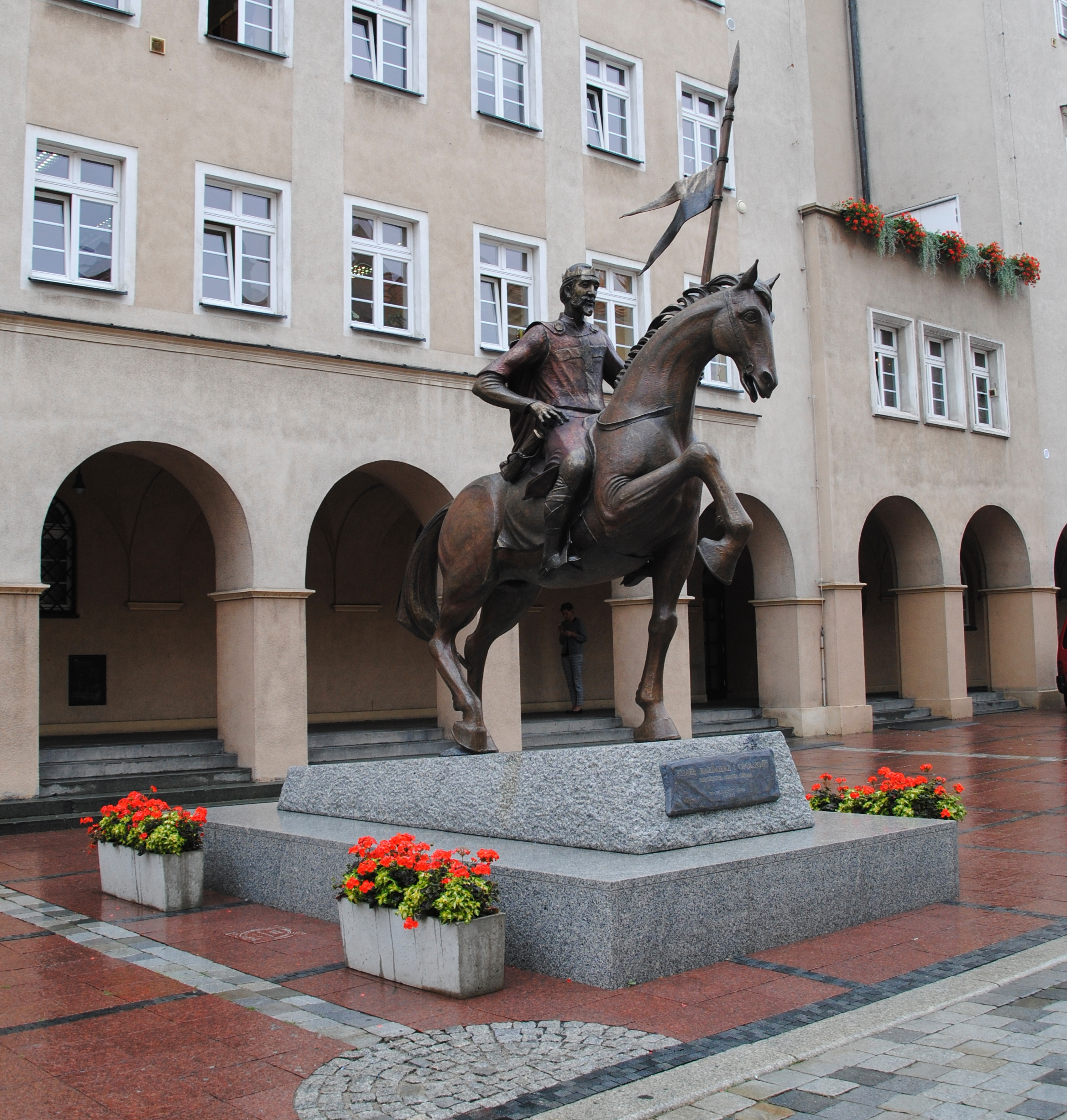
Памятник князю Казимиру I в Ополе

Широкое сотрудничество Казимира с церковью гарантировало безопасность его владениям от амбициозных устремлений соседей. Правда, касалось это только Рацибужа: Генрих I Бородатый снова заявил о претензиях на Ополе, а право на малопольские приобретения Севеж, Бытом и Освенцим было оспорено в Кракове. Казимир перенес столицу своего княжества из Рацибужа в Ополе и повторил действия своего дяди Болеслава Долговязого в отношении экономического развития своих владений. Он также пригласил на поселение немецких колонистов, которые основали в Опольско-ратиборском княжестве города Лесница, Бяла и Олесно. Все это способствовало экономическому развитию княжества, хотя оно было не столь сильным, как в Нижней Силезии.
Учитывая возросшую влияние князя  Генриха I Бородатого в течение 1220-х годов, геополитическое положение Казимира I стало более сложным. Он принял единственно возможное решение и переориентировался на тесное сотрудничество со своим Нижнесилезским двоюродным братом. Содержание их соглашения неизвестно, но во время безуспешного  похода Генриха I Бородатого на Краков в 1225 году в состав его армии входили войска Опольско-ратиборского княжества. Именно во владения Казимира I бежали из Кракова сторонники мятежного семейства Грифичей. Один из них, Клеменс из Бжезницы, стал опольским воеводой и организовал строительство новых городских стен столицы княжества. Союз с Генрихом I Бородатым также дал князю Опольско-ратиборскому территориальные приобретения: в 1227 году Казимир I воспользовался хаосом, наступившим в Малой Польше после неожиданной гибели князя-принцепса Лешека Белого, и аннексировал пограничную крепость Челядзь.
Казимир I скоропостижно скончался 13 мая 1230 года (хотя некоторые историки сообщают о его смерти годом ранее) и был похоронен в основанном им монастыре Чарновоси.

## Семья
Трудно объяснить, почему Казимир женился так поздно. Точная дата заключения его брака неизвестна, но исходя из дат рождения его детей принято считать, что это произошло уже после смерти его отца, между 1212 и 1220 годами, когда ему уже было за тридцать. Точное происхождение жены Казимира I Виолы (умерла 7 сентября 1251 г.) неизвестно, но польский историк XV века Ян Длугош утверждал, что она приехала из Болгарии. От этого брака родилось четверо детей:
- Мешко II Опольский (около 1220 ― 18/22 октября 1246), князь Опольско-ратиборский (1230-1246), князь Калишский (1234-1239)
- Владислав Опольский  (около 1225 ― 27 августа или 13 сентября 1281/1282), князь Опольско-ратиборский (1246-1282), князь Калишский (1234-1244)
- Вышеслава  (около 1226/1228 – после 1 июля 1230, монахиня в Чарновоси
- Евфросинья  (1228/1230 ― 4 ноября 1292), 1-й муж с 1257 года князь Казимир I Куявский (ок. 1211—1267), 2-й муж с 1288 года князь восточно-поморский и гданьский Мстивой II (ок. 1220—1294).